# Dianna Cowern
Dianna Cowern (født 4. maj 1989 i Kauai, Hawaii, USA) er en amerikansk fysiker, youtuber og videnskabsformidler. Hun er mest kendt som vært på YouTube-kanalen Physics Girl, der er en del af PBS Digital Studios.